# Леонардо Аццаро
Леонардо Аццаро (італ. Leonardo Azzaro; нар. 30 травня 1978) — колишній італійський тенісист.
Найвищу одиночну позицію світового рейтингу — 180 місце досяг 1 листопада 2004, парну — 94 місце — 14 серпня 2006 року.

## Титули на челленджерах

### Одиночний розряд: (1)
| Ранг | Рік  | Турнір                 | Покриття | Суперник        | Рахунок                 |
| ---- | ---- | ---------------------- | -------- | --------------- | ----------------------- |
| 1.   | 2004 | Ашаффенбург, Німеччина | Ґрунт    | Тобіас Заммерер | 6–4, 6–7(7–9), 7–6(7–2) |

### Парний розряд: (17)
| Ранг | Рік  | Турнір                        | Покриття | Партнер            | Суперники                                   | Рахунок                 |
| ---- | ---- | ----------------------------- | -------- | ------------------ | ------------------------------------------- | ----------------------- |
| 1.   | 2001 | Сан-Бенедетто, Італія         | Ґрунт    | Стефано Гальвані   | Стівен Гасс Лі Пірсон                       | 3–6, 7–6(9–7), 6–4      |
| 2.   | 2002 | Сассуоло, Італія              | Ґрунт    | Потіто Стараче     | Мануель Джоркуера Дієго Мояно               | 6–3, 6–2                |
| 3.   | 2002 | Донецьк, Україна              | Ґрунт    | Федеріко Бровне    | Михайло Єлгін Дмитро Власов                 | 6–7(3–7), 7–6(7–4), 7–5 |
| 4.   | 2003 | Любляна, Словенія             | Ґрунт    | Гергей Кішдєрдь    | Іван Церович Александер Слович              | 7–6(7–3), 6–3           |
| 5.   | 2003 | Будайорш, Угорщина            | Ґрунт    | Гергей Кішдєрдь    | Томаш Бердих Міхал Навратіл                 | 6–4, 4–6, 7–6(7–3)      |
| 6.   | 2004 | Турин, Італія                 | Ґрунт    | Джорджо Галімберті | Ермес Гамональ Адріан Гарсія                | 6–1, 6–3                |
| 7.   | 2004 | Корденонс, Італія             | Ґрунт    | Корнель Бардоцький | Андреа Мераті Крістоф Рохус                 | 6–2, 6–0                |
| 8.   | 2004 | Ішгль, Австрія                | Килим    | Крістофер Кас      | Джанлука Бацціка Массімо Делл'Аква          | 7–5, 6–3                |
| 9.   | 2005 | Генуя, Італія                 | Ґрунт    | Серхіо Ройтман     | Марко Педріні Андреа Стоппіні               | 6–1, 6–4                |
| 10.  | 2005 | Будапешт, Угорщина            | Ґрунт    | Серхіо Ройтман     | Філіпп Пецшнер Ларс Юбель                   | 6–3, 5–7, 6–3           |
| 11.  | 2006 | К'яссо, Швейцарія             | Ґрунт    | Ловро Зовко        | Амір Хадад Роко Каранушич                   | 6–2, 7–5                |
| 12.  | 2006 | Трані, Італія                 | Ґрунт    | Даніеле Джорджині  | Алессандро Мотті Даніель Муньйос де ла Нава | 6–4, 3–6, [10–6]        |
| 13.  | 2007 | Трані, Італія                 | Ґрунт    | Даніеле Джорджині  | Фабіо Коланджело Алессандро Мотті           | 6–2, 7–5                |
| 14.  | 2007 | Віго, Іспанія                 | Ґрунт    | Лямін Уахаб        | Пабло Сантос Ігор Сейслінґ                  | 2–6, 6–4, [10–7]        |
| 15.  | 2007 | Алфен-ан-ден-Рейн, Нідерланди | Ґрунт    | Ловро Зовко        | Жеремі Шарді Предраг Русевський             | 6–3, 6–3                |
| 16.  | 2008 | Ріміні, Італія                | Ґрунт    | Марко Груньйола    | Кетелін-Йонуц Гирд Матве Мідделкоп          | 6–1, 6–1                |
| 17.  | 2008 | Неаполь, Італія               | Ґрунт    | Алессандро Мотті   | Ісмар Горчич Антоніо Майорано               | 6–7(5–7), 6–3, [10–7]   |